# Halina Górska
Halina Górska, rozená Endelmanová (14. května 1898 Varšava – 4. června 1942 Lvov) byla polská spisovatelka a levicová aktivistka.

## Život
Byla dcerou Zygmunda a Czeslawy Endelmanových. Provdala se za Mariana Gorského. Počínaje rokem 1924 se Halina Górska spojila s lvovskou literární scénou. Její první publikací v roce 1925 byla „Mam mieszkanie“ (Mám byt) v Kurier Lwowski. V roce 1930 vydala pohádku „O księciu Gotfrydzie, Rycerzu Gwiazdy Wigilijnej“ (O princi Gotfriedovi, rytíři vánoční hvězdy). Mnoho let pracovala pro rozhlasovou stanici Lwów jako moderátorka speciálního pořadu pro mladé. Z její iniciativy byla v roce 1931 vytvořena „Związek Błękitnych“ (Modrá organizace), jejímž účelem byla filantropická činnost. V roce 1933 spolu s Tadeuszem Hollenderem a Karolem Kurylukem založila společensko-kulturní měsíčník „Sygnały“ (Signály). Účastnila se také mnoha společenských hnutí spojených se socialisty.
Po obsazení Lvova Sovětským svazem začala aktivně spolupracovat s komunistickými úřady a naivně věřila v pravdivost jejich hesel. Při hlasování o začlenění západní Ukrajiny do Sovětského svazu se však jako jediná zdržela hlasování. Psala pro časopis „Nowe Widnokręgi“ (Nové obzory), který publikoval fragmenty jejích románů. Přeložila také Gorkého román „Matka“ do polštiny. Dne 17. září 1940 vstoupila do Svazu spisovatelů Ukrajiny. V červnu 1941 se neevakuovala a zůstala ve Lvově, pravděpodobně kvůli nemoci svého manžela. Dne 19. září 1941 byla německými okupanty zatčena a dne 4. června 1942 byla popravena (zastřelena).